# Nefropatía por analgésicos
La nefropatía por analgésicos consiste en el daño del riñón debido a analgésicos como la aspirina, la fenacetina y el paracetamol. El término alude al daño que provoca el uso de este tipo de medicamentos al combinarlos, especialmente las combinaciones que incluyen la fenacetina. Este término también puede describir una nefropatía causada por cualquier analgésico utilizado por sí solo, sin combinarlo con otros.
Las nefropatías causadas por analgésicos son la necrosis papilar renal y la nefritis intersticial crónica, las cuales parecen deberse a una reducción en la circulación sanguínea renal, a un rápido consumo de antioxidantes y el consiguiente estrés oxidativo del riñón. El riñón dañado puede conducir a una insuficiencia renal crónica, resultados de orina anómalos, hipertensión y anemia. Un pequeño porcentaje de personas con nefropatía por analgésicos pueden desarrollar una enfermedad renal terminal. 
La nefropatía por analgésicos fue hace tiempo una causa común de insuficiencia renal y de nefropatía terminal en zonas de Europa, Australia y Estados Unidos. En la mayoría de las zonas, su incidencia se ha reducido considerablemente desde que el uso de la fenacetina disminuyera en los años 70 y 80.

## Historia
Los analgésicos son un tipo de medicamento muy utilizado en el tratamiento contra el dolor. Son analgésicos la aspirina y los AINE (Antiinflamatorios No Esteroideos), además de antipiréticos como el paracetamol y la fenacetina. La fenacetina se introdujo a finales del siglo XIX y fue uno de los componentes de los analgésicos combinados en zonas de Europa, Australia y EE. UU. Estos analgésicos combinados contenían AINE como la aspirina u otros antiinflamatorios no esteroideos con fenacetina, paracetamol o salicilamida, y cafeína o codeína.
En la década de 1950, Spühler y Zollinger encontraron una asociación entre nefropatía y el uso crónico de la fenacetina. Se percataron de que las personas que consumían permanentemente fenacetina tenían un elevado riesgo de sufrir nefropatías, tales como la necrosis papilar renal y la nefritis intersticial crónica. Este trastorno se bautizó como nefropatía por analgésicos y se atribuyó a la fenacetina, aunque no se ha demostrado que tenga un papel causal. La fenacetina fue prohibida en varios países entre los años 60 y 80 debido a la publicación de artículos que advertían del riesgo de sufrir nefropatía si se utilizaba prolongadamente dicho fármaco.
Como el uso de la fenacetina descendió, la nefropatía por analgésicos dejó de ser una causa de la enfermedad renal terminal, como muestran, por ejemplo, los datos de Suiza, donde se redujo de un 28 % en 1981 a un 12 % en 1990.
Mientras que estos datos demuestran que la nefropatía por analgésicos ha sido prácticamente eliminada de algunas regiones, en otras zonas se mantiene. Por ejemplo, en Bélgica la prevalencia de la nefropatía por analgésicos era de 17,9 % en 1984 y del 15,6 % en 1990. Michielsen y de Schepper sugirieron que la nefropatía por analgésicos persiste entre pacientes belgas en diálisis debido a que Bélgica acapara una alta proporción de personas mayores en diálisis. Según estos autores, una gran proporción tienen nefropatía por analgésicos porque un elevado porcentaje de pacientes belgas han usado durante mucho tiempo la fenacetina.

## Fisiopatología
La cicatrización de los vasos sanguíneos pequeños, conocido como esclerodermia, es el primer daño de la nefropatía por analgésicos. Presente en la pelvis renal, el uréter y los capilares que sustentan las nefronas, se cree que la esclerodermia conduce a la necrosis papilar renal y a una nefritis intersticial crónica.
Aún no se sabe completamente cómo la fenacetina y otros analgésicos provocan tal daño, a menudo se piensa que las toxicidades renales de los AINE y de antipiréticos como la fenacetina y el paracetamol pueden aumentar los efectos de la nefropatía por analgésicos. En 2000, un comité de investigadores afirmó que no había suficientes evidencias como para determinar si los analgésicos carentes de fenacetina provocaban nefropatía por analgésicos.

### Aspirina y AINE
El buen funcionamiento renal depende del adecuado flujo sanguíneo del riñón. Este es un proceso complejo y regulado que depende del número de hormonas y de otras pequeñas moléculas, como las prostaglandinas. En circunstancias normales, la prostaglandina E2 que produce el riñón es necesaria para mantener un adecuado flujo sanguíneo en el riñón. Como todas las prostaglandinas, la síntesis de la PGE2 depende de las ciclooxigenasas.
La aspirina y otros AINE son inhibidores de la ciclooxigenasa. En el riñón, esta inhibición provoca una concentración de PGE2 baja, lo que reduce la circulación sanguínea. Como el torrente sanguíneo del riñón alcanza primero la corteza renal y luego la médula renal, las estructuras renales más profundas son más sensibles a una baja circulación sanguínea. Por ello, las estructuras más internas del riñón, llamadas papilas renales son muy dependientes de la síntesis de la prostaglandina para mantener el buen flujo sanguíneo. La inhibición de las ciclooxigenasas daña las papilas renales, lo que incrementa el riesgo de padecer una necrosis papilar renal.
La mayoría de riñones sanos disponen de suficientes reservas naturales que compensan la reducción de circulación sanguínea derivada del consumo de AINE.

### Fenacetina y paracetamol
No se sabe cómo la fenacetina daña el riñón. Bach y Hardy propusieron que los metabolitos de la fenacetina conducen a una peroxidación lipídica que daña las células renales.
El paracetamol es el mayor metabolito de la fenacetina y puede contribuir al fallo renal. En las células renales, la ciclooxigenasa favorece la conversión del paracetamol en N-acetil-p-benzoquinona imina (NAPQI). El glutatión, un antioxidante, participa en la conjugación no enzimática del NAPQI. Al agotarse el glutatión, las células renales se vuelven muy sensibles al estrés oxidativo.

## Cuadro clínico
| Síntomas                     | Porcentaje afectado |
| ---------------------------- | ------------------- |
| Cefalea                      | 35-100%             |
| Piuría                       | 50-100%             |
| Anemia                       | 60-90%              |
| Hipertensión                 | 15-70%              |
| Síntomas gastrointestinales  | 40-60%              |
| Infección el tracto urinario | 30-60%              |

Algunos síntomas frecuentes en pacientes con nefropatía por analgésicos son cefalea, anemia, hipertensión y piuría (pus en la orina). Algunas personas con nefropatía por analgésicos pueden padecer proteinuria.

## Diagnóstico
El diagnóstico se basa en las evidencias clínicas en combinación con el excesivo uso de analgésicos. Se estima que para que existan pruebas clínicas de nefropatía por analgésicos se han de consumir entre 2 y 3 kg de fenacetina o de aspirina.
Una vez que se sospecha la nefropatía por analgésicos, es fácil confirmarla mediante una tomografía computarizada (TC) sin medio de contraste.

## Complicaciones
Algunas de las complicaciones asociadas a la nefropatía por analgésicos son la pielonefritis y la enfermedad renal terminal. Los factores de riesgo que un mal diagnóstico provoca incluyen frecuentes infecciones del tracto urinario y una persistente hipertensión.

## Tratamiento
El tratamiento de la nefropatía por analgésicos comienza con la interrupción del consumo de analgésicos, lo que a menudo se traduce en una mejora de la enfermedad e incluso puede conllevar una normalización de la función renal.